# Кар'єр «Поісковий»
Кар'єр «Поісковий» – колишнє гірничодобувне підприємство у Актюбінській області Казахстану, що здійснювало розробку однойменного хромітового родовища зі складу Джангиз-Агачського рудного поля Південно-Кемпірсайського рудного масиву.
Родовище Поіскове ввели в дію на межі 1990-х та 2000-х років – відомо, що в 1999-му тут відновили розкривні роботи, а у 2001-му кар’єр «Поісковий» рахувався серед тих, що провадять видобуток руди.
Проектна потужність кар’єру становила 770 тисяч тон на рік, втім, в 2005-му тут змогли видобути 1637 тисяч тон. Всього по 2005 рік змогли вилучити 6,5 млн тон, при тому, що запаси родовища оцінювались у 8,6 млн тон. Враховуючи вичерпання запасів, кар’єр припинив роботу в другій половині 2000-х.
В подальшому внутрішній простір кар’єру використали для розміщення відвалу сусідного кар’єру «Південний».
Розробку родовища провадив Донський гірничо-збагачувальний комбінат.